# 7 vírgenes
7 vírgenes è un film spagnolo del 2005 diretto da Alberto Rodríguez Librero.

## Trama
È estate in un quartiere operaio e emarginato di Siviglia. Tano, un adolescente che sconta la sua pena in un riformatorio, ottiene un permesso speciale di 48 ore per partecipare al matrimonio di suo fratello Santacana. Accompagnato dal suo migliore amico, Richi, decide di sfruttare al massimo quel breve lasso di tempo, impegnandosi a infrangere ogni divieto: si ubriaca, assume droghe, ruba, si innamora e riscopre la sensazione di sentirsi vivo e libero. Tuttavia, con il trascorrere delle ore, Tano assiste anche al crollo dei pilastri della sua esistenza: il quartiere, la famiglia, l'amore e l'amicizia, che non tornano mai più come prima. Quel permesso di 48 ore si trasforma così in un viaggio inevitabile verso la maturità.

## Produzione
La sceneggiatura è stata scritta da Rodríguez e Rafael Cobos. Il film è una produzione di Tesela PC e La Zanfoña Producciones. È stato girato a Siviglia nel 2004.